# 米歇尔·苏莱曼

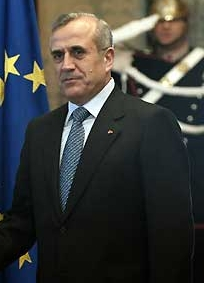
米歇尔·苏莱曼

米歇尔·苏莱曼（阿拉伯语：ميشال سليمان，羅馬化：Mishal Sulayman，阿拉伯語發音：[miːʃaːl suleːmaːn]，1948年11月21日—），前任黎巴嫩总统。

## 生平
出生于阿姆希特的基督教马龙教派家庭。
1967年加入黎巴嫩政府军，1998年接替埃米尔·拉胡德出任黎巴嫩政府军总司令。
2008年5月25日至2014年5月25日，担任黎巴嫩总统，任期六年。